# رير مانيو
رير مانيو هو اتحاد عشائري في المناطق المطلة على الساحل جنوب الصومال، وأبرزها مقديشو ومركا والبلدات والقرى بينهما.

## أصل الكلمة
رير ( (بالصومالية: Reer)) (وتعني آل) ومانيو (بالصومالية: maanyo) (وتعني البحر)، ويدل الاسم على أنه يشير إلى مجموعة تعيش على الساحل وتتمحور حياتها حول البحر.

## الأعضاء
تتكون قبيلة رير جعنكا باري (سكان الخليج الشرقي) (Iskaashato) من ست مجموعات عشائرية، أربع عشائر منها قاطنة في مقديشو (بشكل أساسي في أحياء عبد العزيز، وشنغاني، وحمروين، وكاران، وحمر ججب) وأربع عشائر منها تقطن في مركا والقرى المحيطة بها (توجد عشيرتان في كل من مقديشو ومركا).
العشائر التي تشكل رير مانيو هي:
- رير معو (معروفة أيضًا باسم با مختار)
- رير مهري الأفرير (شاويس)
- رير عمر (جري قرانيو)
- رير عافي (معروفة أيضًا باسم قبيس)
- رير حاجي (المعروف أيضًا باسم شيخال الجزيرة)
- رير حسن (المعروف أيضًا باسم أشراف رير أو حسن)